# Thirty seconds over Winterland
Thirty Seconds Over Winterland är ett livealbum av Jefferson Airplane släppt i april 1973.
Albumet var bandets andra livealbum och innehåller låtar inspelade på Chicago Auditorium och Winterland Ballroom i San Francisco under deras sista turné 1972. 
Inför turnén hade banduppställningen ändrats ytterligare, platsen som trumslagare fylldes nu av John Barbata och David Freiberg kompletterade Grace Slick och Paul Kantner på sång.  

## Låtlista
Sida 1
1. "Have You Seen the Saucers?" (Paul Kantner) – 4:15
2. "Feel So Good" (Jorma Kaukonen) – 11:10
3. "Crown of Creation" (Paul Kantner) – 4:05

Sida 2
1. "When the Earth Moves Again" (Paul Kantner) – 4:05
2. "Milk Train" (Grace Slick/Papa John Creach/Roger Spotts) – 3:57
3. "Trial by Fire" (Jorma Kaukonen) – 5:00
4. "Twilight Double Leader" (Paul Kantner) – 5:41

Bonusspår på den remastrade CD-utgåvan från 2009
1. "Wooden Ships" (David Crosby/Kantner/Stephen Stills) – 6:37
2. "Long John Silver" (Slick) – 5:32
3. "Come Back Baby" (trad.) – 7:08
4. "Law Man" (Slick) – 3:14
5. "Diana / Volunteers" (Kantner/Marty Balin) – 6:06

## Medverkande
Musiker
- Jack Casady – basgitarr
- Paul Kantner – sång, gitarr
- Jorma Kaukonen – sång, gitarr
- Grace Slick – sång
- Papa John Creach – violin
- John Barbata – trummor
- David Freiberg – sång

Produktion
- Jefferson Airplane – producent
- Pat "Maurice" Ieraci – producent
- Don Gooch – ljudtekniker
- Mallory "Mallory" Earl – ljudmix
- Bruce Steinberg – omslagsdesign, illustrationer, foto
- Randy Tuten – foto
- Greg Irons – omslagskonst